# Fluoralkane

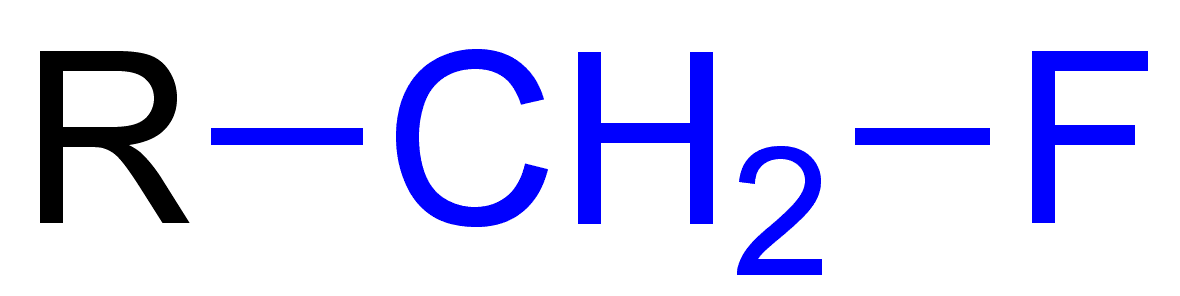
Primäres Fluoralkan

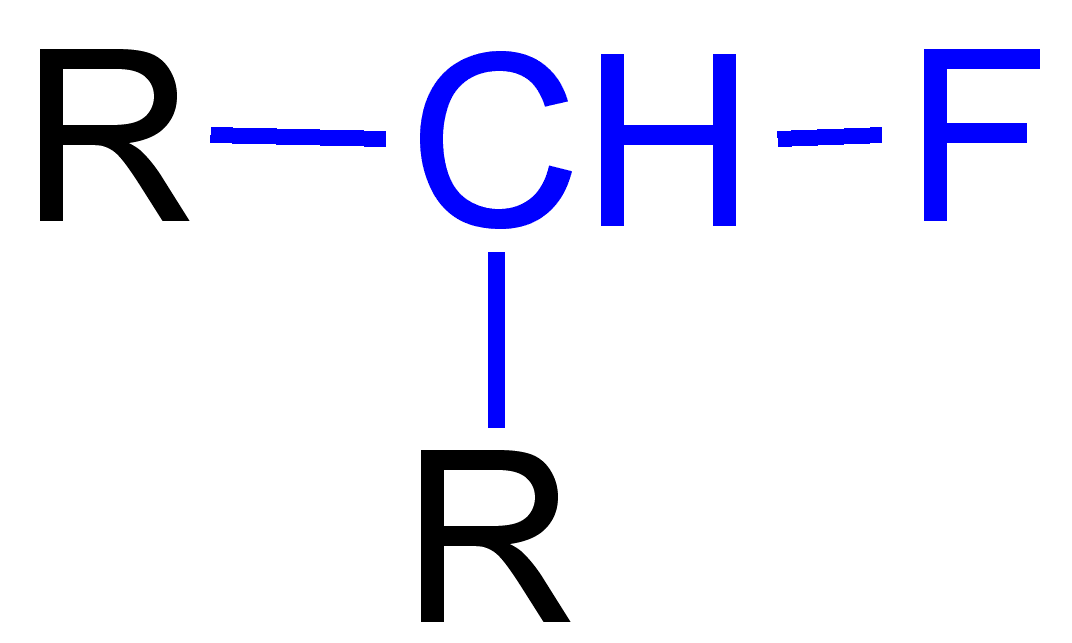
Sekundäres Fluoralkan

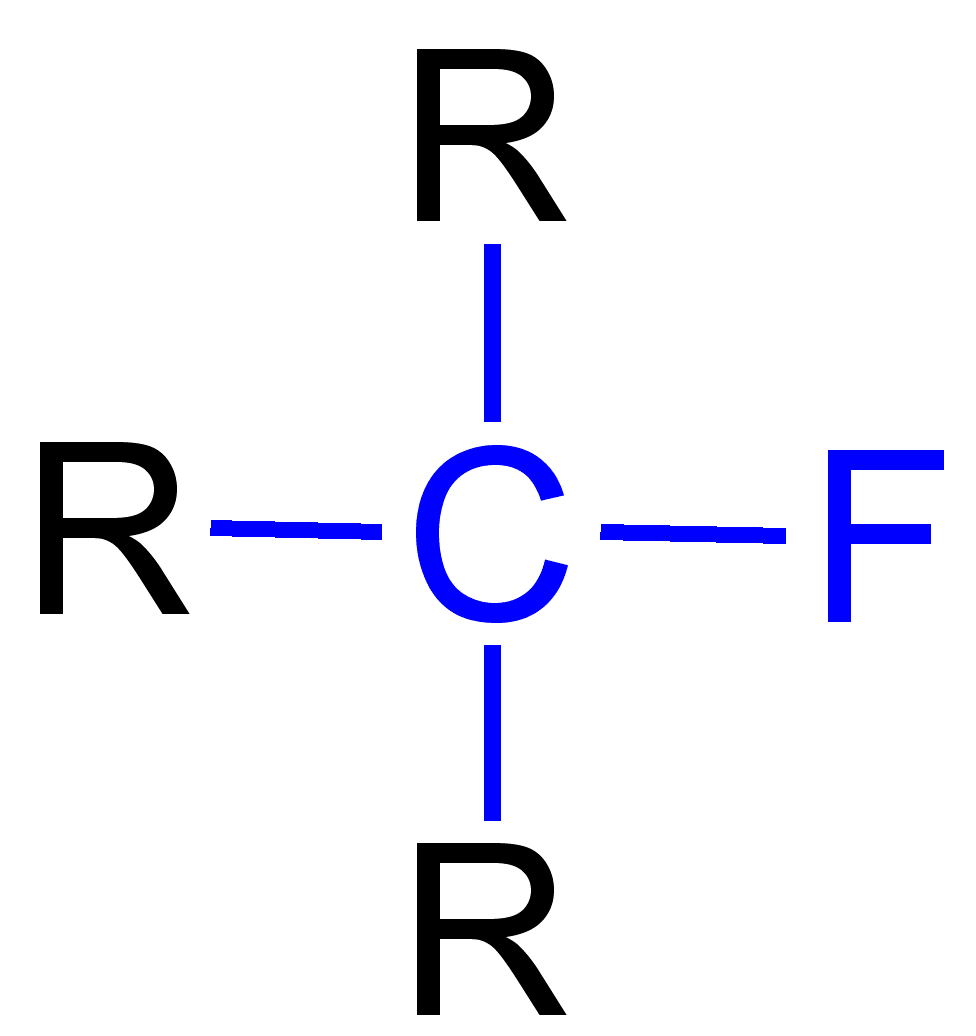
Tertiäres Fluoralkan

Fluormethan, der einfachste Vertreter der Fluoralkane

1,4-Difluorbutan, mit zwei Fluoratomen

Die Fluoralkane bilden eine Stoffgruppe von halogenierten Alkanen, bei denen ein oder mehrere Wasserstoffatome durch Fluoratome ersetzt sind. Das Alkangrundgerüst kann dabei sowohl geradlinig als auch verzweigt sein. Sind alle Wasserstoffatome vollständig durch Fluoratome ersetzt, so erhält man die Gruppe der Perfluorcarbone.
Man kann die Fluoralkane auch einteilen in primäre, sekundäre und tertiäre Fluoralkane.

## Darstellung
Die Darstellung von Fluoralkanen durch direkte Fluorierung von Alkanen ist wegen der starken Exothermie wenig spezifisch und führt zu perfluorierten Verbindungen sowie zur Spaltung von C-C-Bindungen. Einige einfache Fluoralkane erhält man durch Addition von Fluorwasserstoff an Alkene.
Fluoralkane sind mit anorganischen Fluoriden wie Cobalt(III)-fluorid als Fluorierungsmittel aus Alkanen unter Bildung von Flusssäure zugänglich. Eine weitere Darstellungsmethode von Fluoralkanen ist der Halogenaustausch bei Chlor- und Bromalkanen mit Quecksilber(II)-fluorid oder Antimon(III)-fluorid.